# Francesc Estapoll
Francesc Estapoll (Palma, Mallorca, 1641 - Maó, 19 d'abril de 1718) fou un franciscà, catedràtic de filosofia escotista i regent d'estudis de la Universitat Lul·liana de Mallorca.
Amb quinze anys vestí l'hàbit franciscà al Convent de Sant Francesc d'Assís de la seva ciutat natal. Després que el 1692 fos designat catedràtic de Prima -càrrec que conservà fins a 1702- i el 1693 es gradués com a catedràtic de Teologia, va exercir com a professor a la Universitat Lul·liana de Mallorca i fou seguidor del pensament escotista. Durant alguns anys també fou regent d'estudis. Com a conseqüència dels seus grans coneixements i en reconeixement dels serveis prestats a l'Orde, el Pare General el nomenà lector jubilat amb la dignitat de Pare de província. També fou qualificador del Sant Ofici. El 1718 moria al Convent de Maó. Entre la seva obra es troben, inèdits, diversos tractats filosòfics en llatí.